# Odontesthes crossognathos
Odontesthes crossognathos — вид прісноводних риб з родини Atherinopsidae. Описаний у 2022 році.

## Назва
Видова назва походить ід грецького krossos (= бахрома) і gnathos (= щелепа) і відноситься до губ, оздоблених бахромою через наявність шкірних сосочків.

## Поширення
Ендемік Бразилії. Поширений у басейні річки Пелотас, притоки у верхів'ї річки Уругвай.

## Опис
Вид легко діагностувати за наявністю гіпертрофованих губ із численними шкірними сосочками, ознака, відсутня в інших видів роду. Новий вид також відрізняється від близьких видів, тим, що у нього верхня щелепа значно довша за нижню щелепу та рот підкінцевого типу. Ці адаптації морфології ротової порожнини, ймовірно, пов’язані з харчовою поведінкою нового виду, який населяє річки з порогами та кам’янистим дном у високогірних басейнах.